# Hammer Smashed Face
Hammer Smashed Face – minialbum amerykańskiej grupy deathmetalowej Cannibal Corpse. Wydawnictwo ukazało się 23 marca 1993 roku nakładem wytwórni muzycznej Metal Blade Records. Do sprzedaży została wprowadzona także trzyutworowa edycja, wydana jako singel ze zmienioną oprawą graficzną.
Nagrania zostały zarejestrowane w Morrisound Recording w Tampie w stanie Floryda. Utwory 2 i 3 zostały nagrane w Border City Recording w Niagra Falls w Nowym Jorku. Mastering odbył się w Fullersound w Miami w stanie Floryda. W utworze tytułowym oryginalne partie gitary prowadzącej początkowo nagrał Bob Rusay. Jednakże zespół był niezadowolony z efektu, w związku z tym ponownie partie solowe nagrał Jack Owen.
Był to pierwszy materiał zrealizowany przez Cannibal Corpse jako kwartet. Od 1995 roku wydawnictwo jest zakazane w sprzedaży w Niemczech ze względu na oprawę graficzną. Pomimo iż utwór „Hammer Smashed Face” należy do najpopularniejszych utworów w repertuarze, w latach 1995-2006 formacja nie mogła go prezentować podczas koncertów w Niemczech.

## Lista utworów
Opracowano na podstawie materiału źródłowego
| EP 1. „Hammer Smashed Face” – 4:04 2. „The Exorcist” (cover Possessed) – 4:37 3. „Zero The Hero” (cover Black Sabbath) – 6:35 4. „Meat Hook Sodomy” – 5:47 5. „Shredded Humans” – 5:12 |  | Singel 1. „Hammer Smashed Face” – 4:04 2. „The Exorcist” (cover Possessed) – 4:37 3. „Zero The Hero” (cover Black Sabbath) – 6:35 |